# Museu nacional de San Matteo
El Museu nacional de San Matteo (en italià, Museo Nazionale di San Matteo) és un museu d'art que es troba a la ciutat de Pisa, regió de la Toscana, Itàlia. Forma part de la xarxa de museus gestionats per l'estat italià. Les seves col·leccions són de gran interès per conèixer l'art medieval a Pisa.

## Edifici
Està ubicat en un antic convent de monges benedictines, el convent de Sant Mateu (San Matteo in Soarta) dotat d'una església de construcció medieval amb façana del segle xvii i interior completament reformat al segle xviii amb interessants pintures al sostre. El claustre al voltant del qual es disposa el museu data del segle xvi.

## Història
Va ser creat l'any 1949, en acabat de la Segona Guerra Mundial, sobre la base d'unes col·leccions que s'havien anat formant des del segle xviii i que des de 1893 constituïen l'extingit Museo Civico de Pisa (a cura d'Iginio Benvenuto Supino). El seu impulsor al moment de la creació va ser Piero Sanpaolesi
Gran part dels seus fons d'art del Renaixement ençà van ser transferits el 1989 al nou Museu nacional del Palau reial

## Col·leccions

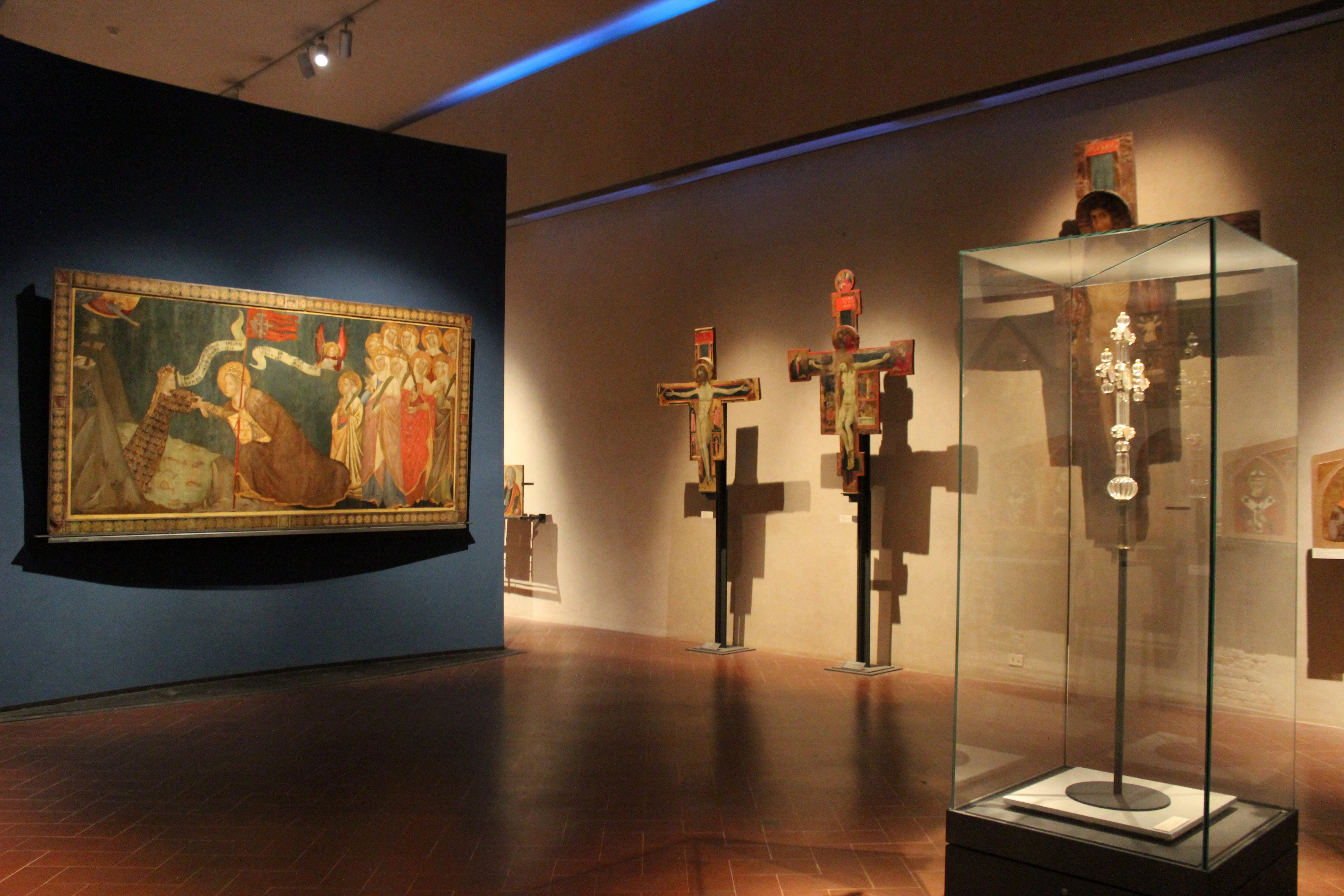
Interior del Museu de San Matteoː sales de pintura medieval.

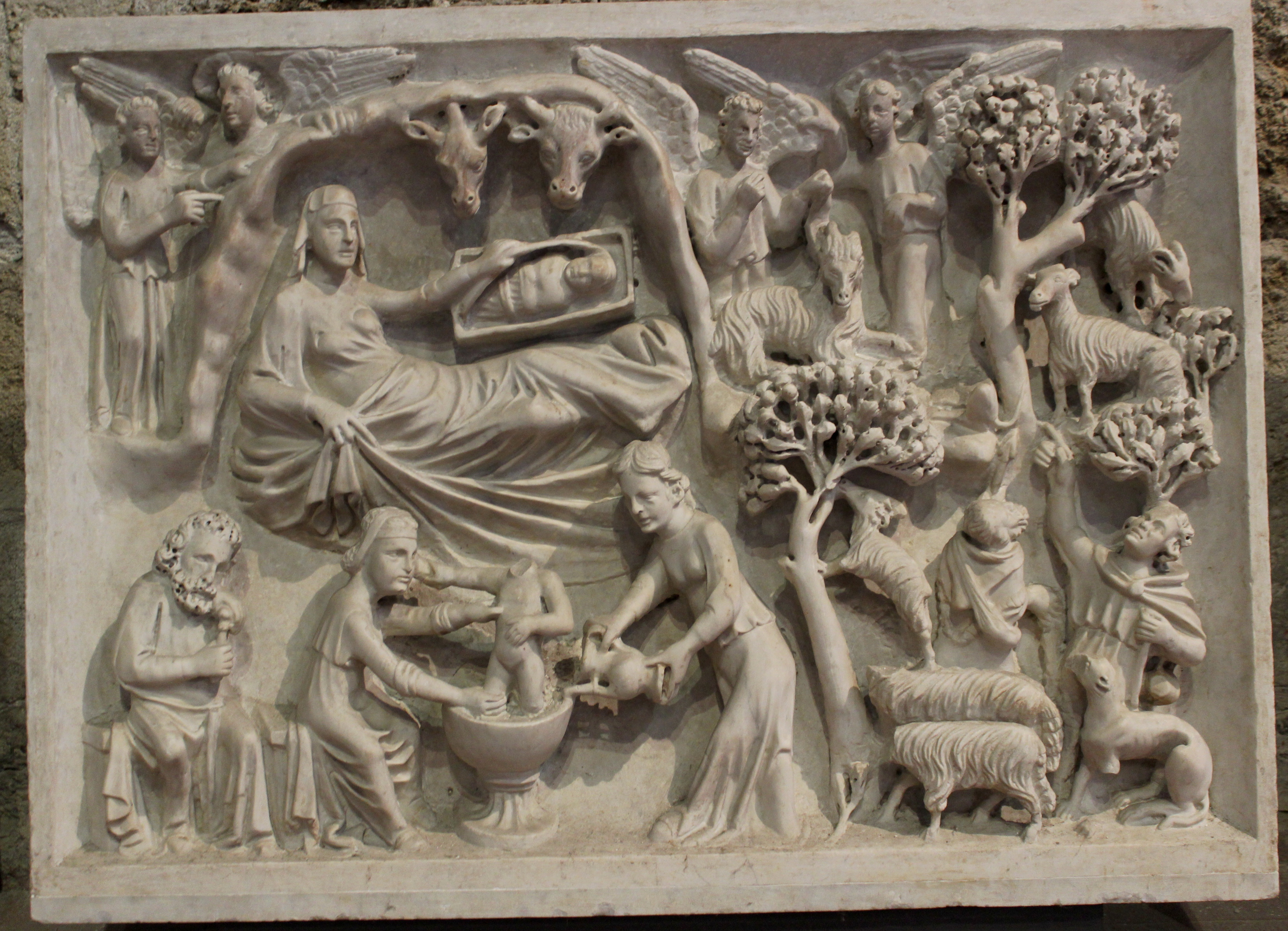
Relleus del púlpit de San Michele in Borgo, atribuïts a Lupo di Francesco

Actualment les seves col·leccions, necessitades d'una renovació museogràfica, constitueixen una referència bàsica per al coneixement i l'estudi de l'art medieval a Pisa, destacantː
- els testimonis de ceràmica medieval
- la col·lecció de grans creus pintades (Berlinghiero Berlinghieri, Giunta Pisano, etc.) i de pintura gòtica (Gentile da Fabriano, Simone Martini, Masaccio)
- obres dels grans escultors pisans i toscans dels segles XIII a XVː Lupo di Francesco, Andrea Pisano, Nino Pisano, Donatello (Reliquiari de Sant Rossore)
- fons de llibres litúrgics amb miniatures i notació musical[3]